# Henri Myntti
Henri Myntti (Kokkola, 23 marzo 1982) è un ex calciatore finlandese, di ruolo difensore o attaccante.

## Caratteristiche tecniche
Nato difensore centrale, durante la Veikkausliiga 2008 Ari Hjelm ha iniziato ad schierarlo centravanti, ruolo in cui è diventato a sorpresa capocannoniere del campionato.

## Carriera

### Club
Inizia la carriera nel club principale della sua città natale, Kokkola, il KPV. Nel marzo del 2001, considerato come una giovane promessa, viene acquistato del club norvegese  Tromsø I.L.. Non trova però spazio nella squadra bianco-rossa e viene mandato in prestito per due volte durante la permanenza in Norvegia. Nel 2002, passa all'FC Hämeenlinna per mezza stagione, debuttando nella Veikkausliiga. Nel 2003, gioca l'intera stagione in un altro club di prima serie finlandese, l'FF Jaro.
Nel luglio del 2004 gli scade il contratto con il Tromsø, lascia la Norvegia e torna a giocare nel suo club di debutto, il Kokkolan Palloveikot, squadra militante nella Ykkönen finlandese.
Dopo una positiva esperienza nel KPV, viene acquistato dai campioni finlandesi in carica del Tampere United per la stagione 2007 e riesce nell'intento di difendere il titolo, giocando anche titolare nella squadra biancoverde.
Nel 2008 il manager Ari Hjelm decide di utilizzarlo come attaccante, terminando il campionato con 13 reti e il titolo di capocannoniere della Veikkausliiga.
Il 12 gennaio 2009 viene acquistato dall'FC Vaslui, club della Liga I romena.

### Nazionale
Conta 12 presenze nella Under-21 finlandese e presenze anche nelle nazionali minori.

## Palmarès

### Club
- Campionato finlandese: 1

Tampere United: 2007
- Coppa di Finlandia: 1

Tampere United: 2007

### Individuale
- Capocannoniere del campionato finlandese: 1

2008 (13 reti)